# معركة سديروت
معركة سديروت طوفان الاقصى هي معركة مستمرة بدأت في يوم السَّبت 22 ربيع الأوَّل 1445 هـ (7 تشرين الأول/أكتوبر 2023 م) عندما أطلقت حماس عملية طوفان الأقصى. كانت مستعرة سديروت الواقعة بالقرب من الحدود بين إسرائيل و‌قطاع غزة هدفًا للهجمات الصاروخية والتوغلات من قِبل فصائل المقاومة خلال الصراع الإسرائيلي الفلسطيني.
تمكّنت كتائب الشهيد عز الدين القسام الذراع العسكري لحركة المقاومة الفلسطينية حماس في الساعات الأولى من صباح 7 أكتوبر 2023 من الوصول للبلدة الواقعة في مناطق غلاف غزة، واشتبكت هناك مع وحدات الشرطة المحلية ومع المستوطنين حيث نجحَ مقاتلو الكتائب في قتلِ عددٍ غير معروفٍ من المجنّدين الإسرائيليين وأسروا آخرين، بل تمكَّنت فصائل المقاومة من هزيمة الحامية في مركز الشرطة المحلي والتحصّن داخله. سُرعان ما وصلت تعزيزاتٌ من الجيش الإسرائيلي لعينِ المكان، فطوَّقت مركز الشرطة وخاضت اشتباكات ضارية مع المقاومين داخله ومع ذلك فقد فشلت طوال ساعات في اقتحامه أو إخراج المقاومين منه حتى اللحظة التي أقدمت على قصفهِ كليًا وتدميره. قتلَ المقاومون في صفوفِ كتائب القسّام ما لا يقلُّ عن 40 شرطيًا خلال الاشتباكات مع القوات الأمنية الإسرائيلية عندما استولوا وتحصّنوا داخل مركز الشرطة.

## البداية
أطلقت حركة حماس بمعيّة فصائل فلسطينية أخرى تنشطُ في قطاع غزّة صبيحة 7 أكتوبر 2023 مئات الصواريخ صوبَ عددٍ من المدن والبلدات الإسرائيلية فيما بدى أنه مقدمةٌ فعليّةٌ لمعركة طوفان الأقصى. حاولت إسرائيل عبر أنظمتها الدفاعيّة اعتراض صواريخ المقاومة الفلسطينية كما سُمعت صفارات الإنذار وهي تدوي في أغلبِ المدن الإسرائيلية الكبيرة بما في ذلك تل أبيب وفي كلّ المناطق المتاخمة للقطاع.

## التسلّل
ترافقَ مع الهجوم الصاروخي الكبير عمليات تسلّل كبيرة قام بها مقاومون لداخل مناطق غلاف غزّة حيث شقوا طريقهم نحو عشرات البلدات عبر البرّ وحتى الجو باستخدامِ الطائرات الشراعيّة كما أعلنت عن ذلك كتائب القسام. استطاعَ المقاومون الوصول لمدينة سديروت فاقتحموها عبر سيّاراتهم ودراجاتهم الناريّة وهناك اشتبكوا مع مجنّدين إسرائيليين في المدينة. تفوّق مقاتلو حماس على الحامية في مركز الشرطة المحلي مقتحمين إيّاه كما اقتحموا عددًا من البنايات والمرافق الحيويّة والعسكريّة.

## الاشتباكات
اعترفَ الجيشُ الإسرائيلي بتسلّل من يصفهم بـ «المخربين الفلسطينيين» إلى إسرائيل قادمين من قطاع غزة والوصول لقلبِ سديروت، فيما وافقَ وزير الدفاع الإسرائيلي يوآف غالانت على استدعاء الآلاف من جنود الاحتياط للتعامل مع هذا الوضع الجديد. خلال ذلك كان المقاومون يخوضون اشتباكاتٍ وُصفت بالعنيفة معَ القوات الأمنية الإسرائيلية خاصّة داخل مركز الشرطة المحلّي فيما تسلّل مقاومون آخرون لأماكن ثانيّة مصعّبين على جيش الاحتلال ضبطهم. أسفرت الاشتباكاتُ بين المقاومين الفلسطينيين القادمين من غزّة وبين الجيش الإسرائيلي عن مقتلِ ما لا يقلُّ عن 30 شخصًا؛ 20 منهم على الأقل من الجيش الإسرائيلي.

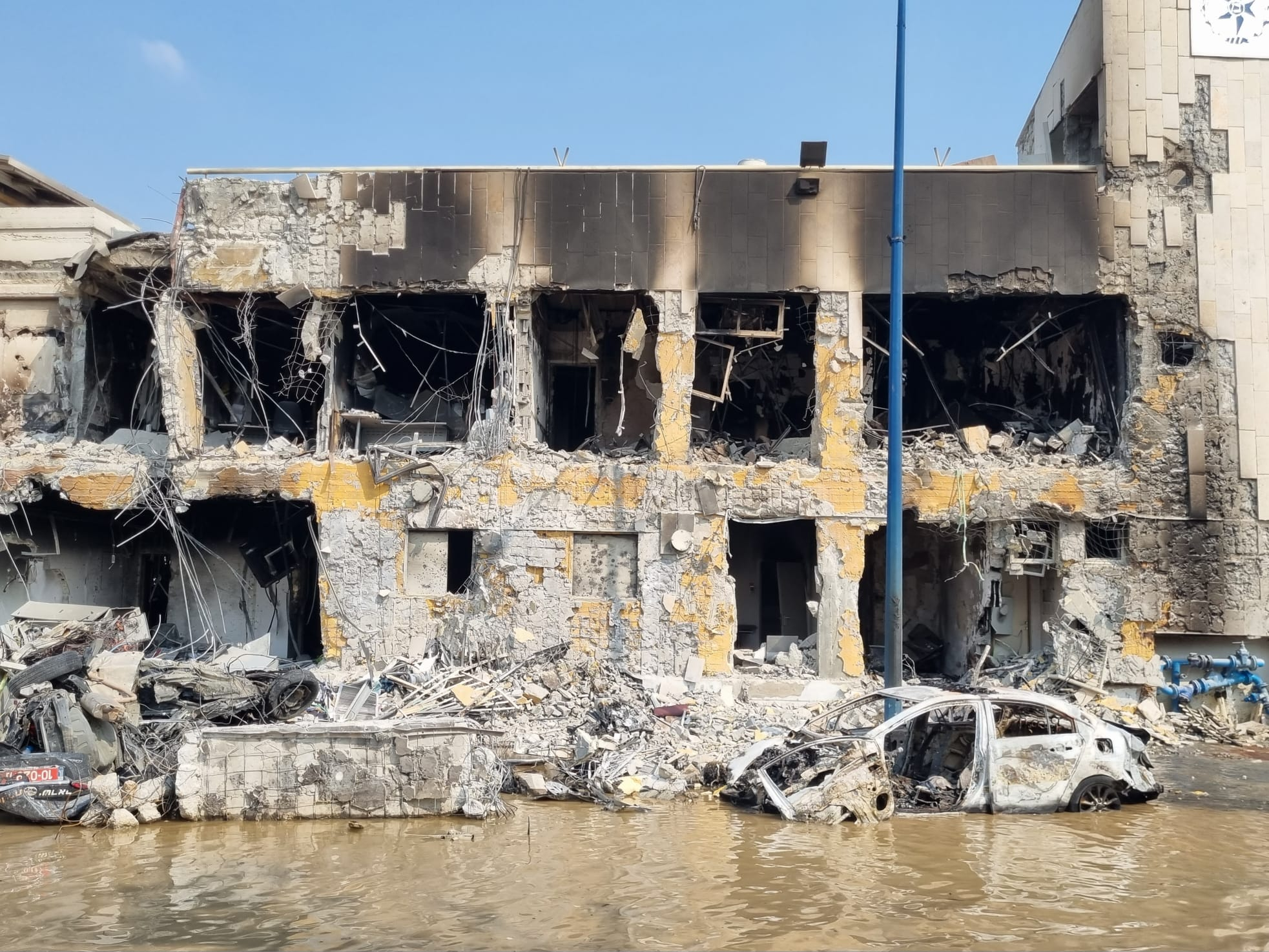
مركز الشرطة المحلّي في مدينة سديروت عقبَ الاشتباكات الضارية بين المقاومين الفلسطينيين والجيش الإسرائيلي وما أعقبَ ذلك من قصفِ الأخير للمركز

استمرّت التعزيزات الإسرائيلية في التدفق على سديروت وسطَ فشل منظومة الأمن المحليّة هناك في التعامل مع مقاتلي الكتائب الذين انسحبَ بعضهم للقطاع وفي حوزتهم رهائن فيما تحصَّن آخرون داخل مركز الشرطة الذي حُوصر وطُوِّق بالكامل من قِبل الجيش الإسرائيلي ومع ذلك فقد استمرَّت الاشتباكاتُ بينه وبين المقاومين في الداخل والذي رفضوا الخروج أو الاستسلام وسطَ أنباءٍ عن احتجازهم لعددٍ من الرهائن.
استطاعَ الجيش الإسرائيلي أخيرًا وبعد مرور أزيد من 14 ساعة استعادة السيطرة على مركز الشرطة بعدما استعانوا بعددٍ من الجرافات قبل استهدافه المركز بالكامل بصاروخ ذو قوة تدميريّة عالية ما تسبّب في سقوطِ جزءٍ منه واحتراق أجزاء أخرى، وقالت مصادر عبريّة إن الجيش قد قتل خلال الاشتباكات في محيطِ مركز الشرطة ما لا يقلُّ عن 10 من النشطاء الفلسطينيين.
مباشرة بعد وصول مقاتليها لسديروت، لم تُطلق كتائب القسام أيّ رشقة صاروخية صوبَ المدينة ومع مرور الساعات بدأت الكتائب في مدِّ المقاتلين التابعين لها بالدعم بل نشرت بيانًا مما قالت فيه إنها نجحت خلال عملية نوعية في استبدالِ مقاومين بآخرين للاستمرار في القتال داخل المدينة. شنَّت كتائب القسام في اليوم الثاني للمعركة هجمات صاروخية ملحوظة على سديروت لتقديم الدعم والإسناد لمن تبقّى من مقاتليها داخل المدينة وللردِّ على الغارات الإسرائيلية كما وضَّحت في بيانها.

## استعادة السيطرة
بدأت القوات الاسرائيلة بحلول 8 أكتوبر في استعادة السيطرة النسبية على المرافق الحيويّة لمدينة سديروت بعد أكثر من 24 ساعة من الاشتباكات، ومع ذلك فالحكومة الإسرائيلية لم تُعلن استعادة السيطرة الكلية على المدينة بسبب تسلّل المقاومين لمناطق أخرى في المدينة أو لمناطق ثانية في مدن ومستوطنات أقرب بما في ذلك ماغين التي استمرَّت فيها الاشتباكات العنيفة بين المقاومين والجيش الإسرائيلي. حاولت القوات الإسرائيلية تمشيط المنطقة بحثًا عن أي متسللين متبقين، فيما أمرت السلطات سكان المدينة والمنطقة المحيطة بها بالبقاء في منازلهم لحينِ التأكد من استعادة السيطرة التامّة.